# Monte Alegre dos Campos
Monte Alegre dos Campos est une municipalité brésilienne située dans l'État du Rio Grande do Sul.